# Margate City
Margate City város az USA New Jersey államában,  Atlantic megyében. Lakosainak száma 5317 fő (2020. április 1.).

## Népesség
A település népességének változása:

| 2010 | 6 354 |
| 2020 | 5 317 |